# Confine tra Botswana e Zambia
Il confine tra il Botswana e lo Zambia corre lungo lo Zambesi e, essendo lungo circa 150 metri, è la seconda linea di confine più breve al mondo dopo quella tra il Marocco e la Spagna presso la penisola di Peñón de Vélez de la Gomera e il confine più breve al mondo in assoluto tra due Stati.

## Descrizione
Il confine si trova sul corso del fiume Zambesi, che in questo punto è largo circa 400 m. 
I limiti esatti non sono definiti e delimitati con precisione, ma il confine inizia presso la triplice frontiera fra Botswana, Zambia e Namibia e termina a 150 m a est con l'altra triplice frontiera fra Botswana, Zambia e Zimbabwe. 

## Storia
Il breve tracciato di confine tra i due paesi è stato spesso oggetto di dibattito nel corso degli anni. Alcune fonti hanno affermato che esistesse un quadruplice confine in Africa tra Namibia, Botswana, Zambia e Zimbabwe che si uniscono alla confluenza dei fiumi Cuando e dello Zambesi. Ma è ormai opinione diffusa che esistano due triplici confini separati la cui distanza di circa 150 metri forma il confine Botswana-Zambia. I due triplici confini emersero dagli accordi di delimitazione delle aree coloniali in Africa partire dalla fine del XIX secolo. 
Il trattato anglo-tedesco del 1890 stabilì la creazione del Dito di Caprivi che permise alla Germania, che amministrava l'Africa sud-occidentale corrispondente all'attuale Namibia, un accesso al fiume Zambesi. L'odierno confine tra Botswana e Zimbabwe risale alla delimitazione tra Bechuanaland britannico e Rhodesia meridionale del 1898.
Nel 1970, il Sudafrica (che all'epoca occupava la Namibia) informò il Botswana che non esisteva un confine comune con lo Zambia sostenendo la tesi del quadruplice confine. Di conseguenza il traghetto da Kazungula, che collega il Botswana e lo Zambia venne ritenuto illegale. Il Botswana respinse fermamente entrambe le affermazioni e ne conseguì uno scontro con colpi di arma da fuoco al traghetto.
L'esistenza di un breve confine di circa 150 metri tra Zambia e Botswana è stata apparentemente concordata durante i vari incontri che hanno coinvolto i capi di Stato o i funzionari di tutti e quattro gli stati nel periodo 2006-2010.

## Attraversamento

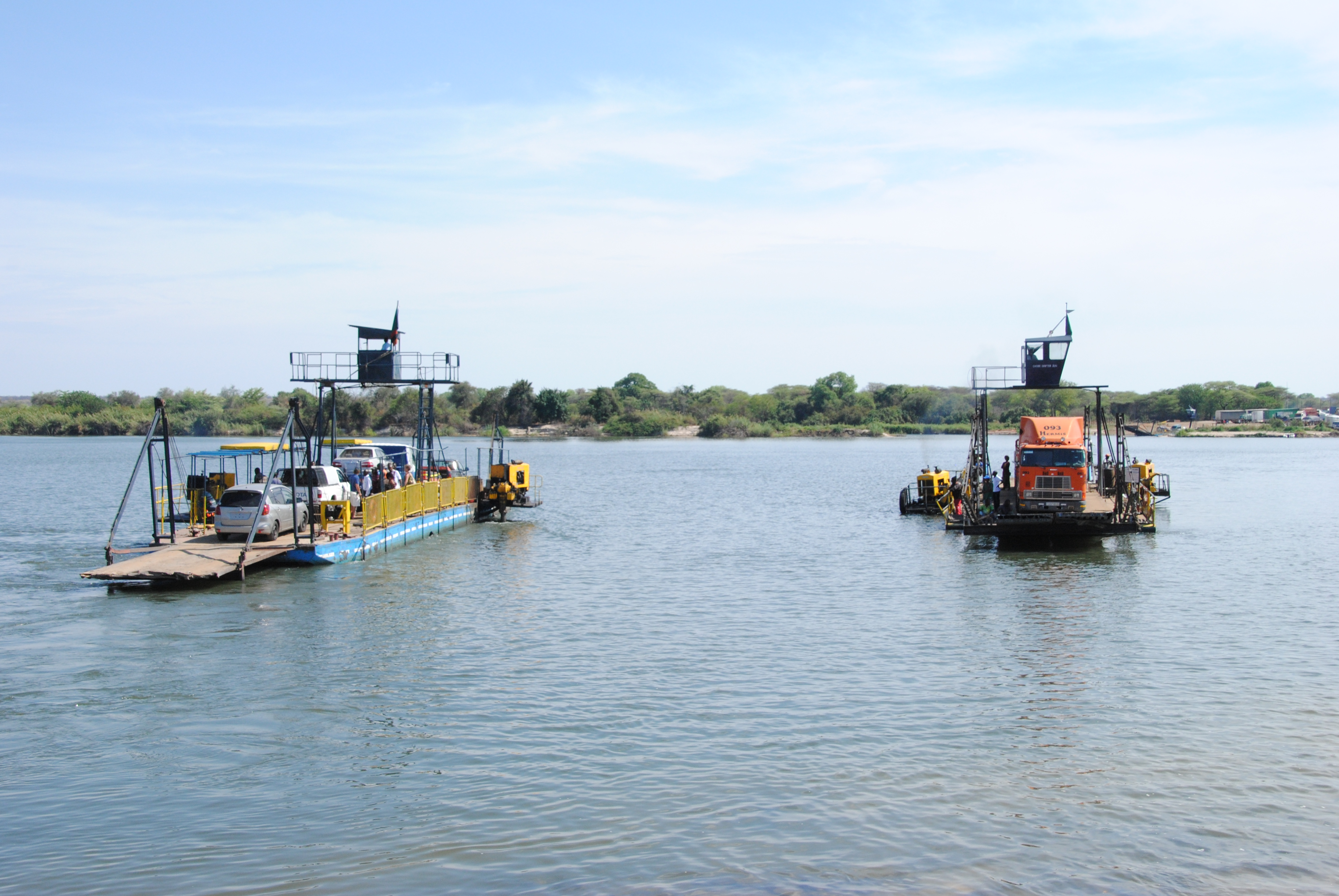
Passaggio della frontiera con i pontoni motorizzati del Kagangula Ferry.

Il fiume Zambesi, che in questo punto è largo circa 400 metri, separa Kazungula in Zambia e Kasane in Botswana. I due centri sono collegati dal Kazungula Ferry, due pontoni motorizzati che fanno la spola fra i posti di dogana situati su ciascuna delle due sponde. Dopo il ribaltamento di un pontone, avvenuto nel 2003, nel 2007 i governi dei due paesi hanno annunciato l'intenzione di costruire un ponte di confine sul fiume Zambesi.
Il ponte, denominato Kazungula Bridge e avente un tracciato curvo, per evitare di sconfinare in Zimbabwe e in Namibia, è stato inaugurato il 10 maggio 2021.